# ريكي جونز
ريكي جونز (بالإنجليزية: Ricky Jones)‏ هو لاعب كرة قدم أمريكية أمريكي، ولد في 9 مارس 1955 في برمنغهام في الولايات المتحدة.

## روابط خارجية
- ريكي جونز على موقع مرجع كرة القدم المحترفة.كوم (الإنجليزية)